# مونا لوا

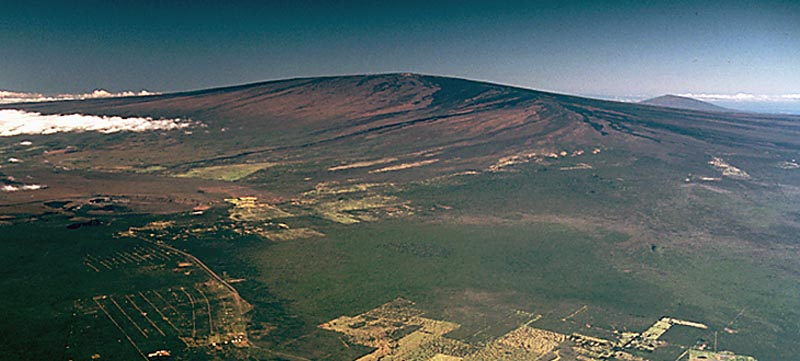

جزيرة أوكيناي ب هاواي.

مونا لوا هو واحد من خمس براكين توجد في جزيرة هاواي على المحيط الهادي. هو أكبر بركان تحهوائي من حيث الكتلة والحجم وتاريخيًا كان يعد أكبر بركان على وجه الأرض. هو بركان نشط وحجمه يقدر تقريباً ب 18000 ميل مكعب (75.000كم) بالرغم من أن قمته 120 قدم (37م) أقل من جارتها مونا كيا. الاسم مونا لوا بلغة الهاويين يعني «الجبل الطويل». انفجارات الحمم التي تندفع من مونا لوا قليلة السيليكا، وهكذا تكون سائلة جداً: ونتيجة لذلك تكون الانفجارات غير مدمرة ويكون البركان منحدرات ضحلة بشدة.
يحتمل أن يكون البركان انفجر منذ 700,000 سنة على الأقل وظهر فوق سطح البحر منذ ما يقرب من 400,000 سنة, بالرغم من ذلك لم تتمدد الصخور منذ ما يقرب من 200,000 سنة. تأتي حممه البركانية الذائبة من hawaii hotspot المسئولة عن خلق سلسلة جزر هاواي من ملايين السنين. الانجراف البطئ لعملية المد بالمحيط الهادي سيحما البركان في النهاية بعيداً عن المنطقة الساخنة, وسينقرض البركان في خلال الفترة ما بين 500000 - مليون سنة من الآن.
أحدث انفجار للبركان حدث في الفترة ما بين 24/مارس/1984 إلى 15/أبريل/1984. لم تسفر الانفجارات الحديثة عن ضحايا, لكن الانفجارات في عامي 1926 و 1950 دمرت قرى, وقامت مدينة Hilo على تدفقات حمم في القرن التاسع عشر. تشكلت الأخطار على المراكز السكانية, مونا لوا يعتبر جزء من برنامج العقد البركانية والتي تحث على الدراسات عن أعظم البراكين خطورة. تمت مراقبة مونا لوا على نطاق واسع من قِبل هيئة رصد البراكين بهاواي منذ عام 1912. تم أخذ الملاحظات في سجل رصد مونا لوا وملاحظات عن الشمس في سجل الرصد الشمسي وكلاهما وقع قرب القمة. حديقة Hawaii Volcanoes القومية تغطي القمة والجناح الجنوب الشرقي للبركان فاصلاً بينهما البركان Kīlauea.

## التكوين
مونا لوا يعتبر من أضخم البراكين الدرعية في العالم. ويشبه مونا لوا في شكله الدرع لأن حممه البركانية تكون شديدة السيولة (بمعنى أنها قليلة اللزوجة) ومنحدراته غير حادة. الانفجارات نادراً ما تكون عنيفة ومعظم التكوينات تكون في الشكل الهاواي بما في ذلك نافورات الحمم التي تدعم التدفق الحممي. بشكل نموذجي في بداية الانفجار البركاني, ينفتح شق يصل حجمه إلى بضعة كيلومترات طولياً تجري خلاله نافورات من الحمم فيما يسمى ب «ستارة النار»و بعد عدة أيام يتركز نشاطه في منفس واحد.
تحدث الانفجارات عموماً في ثلاث مناطق من الجبل : في القمة وفي شقين يمتدان على جانبي القمة من ناحيتي الشمال والجنوب. حوالي 38% من الانفجارات التي حدثت خلال المائتي عام المنصرمة حدثت في القمة و 31% منها حدثت في الشق الشمالي و 25% منها حدثت في الشق الجنوبي ونسبة ال6% الباقية تحدث في فتحات في الشمال الغربي من القمة بعيداً عن منطقة الشقوق.الحفرة الناجمة عن انفجار البركان تسمى Mokuaweoweo

## اقرأ أيضا
- مونا كيا
- بركان تصدعي
- بركان هيكلا
- نقطة ساخنة
- تكتونيات الصفائح
- انبثاق بركاني
- لوافظ آيسلندا